# Juruá
Juruá é um município brasileiro do interior do estado do Amazonas, Região Norte do país. Pertencente à mesorregião do Sudoeste Amazonense e microrregião de Juruá, sua população estimada pelo Instituto Brasileiro de Geografia e Estatística (IBGE) era de 15 106 habitantes em 2020.

## Etimologia
A origem do nome município vem do rio Juruá, que atravessa o município de um extremo a outro, indo em direção sul-norte. A palavra "Juruá" origina-se de Iuruá, que significa, em guarani, rio de boca larga

## História
Historicamente, as origens de Juruá prendem-se à dos municípios de  Tefé e Carauari. Habitavam a região do atual município de Juruá antiga Caitaú, grupos indígenas Meneruás, Maranás, Canamaris, Catuquinas, Catauixis entre outros.
Em meados do século XVII, é fundada a aldeia de Tefé, que transforma-se na sede de um município com grandíssima área territorial - ultrapassando os 500.000 km² - após a expulsão dos espanhóis da região e consolidação do domínio colonial português sobre a meso região do Rio Solimões. Vários desmembramentos desse território são feitos com o decorrer dos anos, originando diversos municípios.
João da Cunha Ferreira, a serviço do Governador Tenreiro Aranha, subiu o grande rio Juruá até a foz do Juruá-Mirim, em 1857. A partir de então, as visitas oficiais e colonização da região foram se processando mais assiduamente. O apogeu da borracha e a grande seca nordestina de 1877-1878 atraiu para as margens do rio Juruá milhares de nordestinos, fugidos da inclemência da seca. E foram eles os pioneiros do povoamento do Juruá.
Em 1911 é desmembrado o território que passa a constituir o novo município amazonense de Xibauá, que vê sua denominação ser alterada dois anos depois, em 1913, para Carauari. Estado Carauari e Tefé na situação de municípios vizinhos, este último passa a sofrer novos desmembramentos.
Assim sendo, em 19 de dezembro de 1955, através da Lei Estadual nº. 96, territórios e partes contíguas de Carauari e Tefé passam a constituir o novo município de Juruá, que tem sua sede localizada na então Paranaguá do Norte. A sede, Paranaguá do Norte, é elevada à categoria de vila, recebendo o nome de Juruá.
Por força da Emenda Constitucional nº. 12, Juruá perde parte de seu território em favor da criação do município de Tamaniquá.

## Geografia
Sua população estimada em 2011 era de 11 126 habitantes.

## Economia

### Agropecuária
Juruá possui 111 estabelecimentos agropecuários ao total. São 41 estabelecimentos agropecuários com bovinos, totalizando 971 cabeças de gado.

## Infraestrutura

### Saúde
O município possuía, em 2009, 3 estabelecimentos de saúde, sendo todos estes públicos municipais ou estaduais, entre hospitais, pronto-socorros, postos de saúde e serviços odontológicos. Neles havia 20 leitos para internação. Em 2014, 86,49% das crianças menores de 1 ano de idade estavam com a carteira de vacinação em dia. O índice de mortalidade infantil entre crianças menores de 5 anos, em 2016, foi de 22,86, indicando um aumento em comparação com 1995, quando o índice foi de 0 óbitos a cada mil nascidos vivos. Entre crianças menores de 1 ano de idade, a taxa de mortalidade aumentou de 0 (1995) para 22,86 a cada mil nascidos vivos, totalizando, em números absolutos, 63 óbitos nesta faixa etária entre 1995 e 2016. No mesmo ano, 40,57% das crianças que nasceram no município eram de mães adolescentes, sendo a segunda maior porcentagem entre os municípios amazonenses, superada apenas por Pauini. Conforme dados do Sistema Único de Saúde (SUS), órgão do Ministério da Saúde, a taxa de mortalidade devido a acidentes de transportes terrestres registrou 7,36 óbitos neste indicador, em 2016, representando um aumento se comparado com anos anteriores. Ainda conforme o SUS, baseado em pesquisa promovida pelo Sistema de Informações Hospitalares do DATASUS, não houve em Juruá nenhuma internação hospitalar relacionada ao uso abusivo de bebidas alcoólicas e outras drogas, entre 2008 e 2017.
A taxa de mortalidade infantil média na cidade é de 21.39 para 1.000 nascidos vivos, ficando na 19ª posição entre os municípios do Amazonas. Em 2016, 25% das mortes de crianças com menos de um ano de idade foram em bebês com menos de sete dias de vida. Óbitos ocorridos em crianças entre 7 e 27 dias de vida não foram registrados. Outros 75% dos óbitos foram em crianças entre 28 dias e um ano de vida. No referido período, houve 6 registros de mortalidade materna, que é quando a gestante entra em óbito por complicações decorrentes da gravidez. O Ministério da Saúde estima que 100% das mortes que ocorreram em 2016, entre menores de um ano de idade, poderiam ter sido evitadas, especialmente por adequada atenção à saúde do recém-nascido ou por ações de imunização. Cerca de 85,7% das crianças menores de 2 anos de idade foram pesadas pelo Programa Saúde da Família em 2014, sendo que 0,3% delas estavam desnutridas.
Até 2009, Juruá possuía estabelecimentos de saúde especializados em cirurgia bucomaxilofacial, clínica médica, obstetrícia e pediatria e nenhum estabelecimento de saúde com especialização em psiquiatria ou traumato-ortopedia. Dos estabelecimentos de saúde, apenas 1 deles era com internação. Até 2016, não havia registros de casos de HIV/AIDS, sendo um dos três únicos municípios do Amazonas nesta realidade. Entre 2001 e 2012 houve 34 casos de doenças transmitidas por mosquitos e insetos, sendo a principal delas a leishmaniose e a dengue.